# Medusandra
Genre
Medusandra est un genre de plantes dicotylédones de la famille des Peridiscaceae.

## Classification
Ce genre est décrit en 1952 par le botaniste britannique John Patrick Micklethwait Brenan avec pour espèce type Medusandra richardsiana Brenan.
En classification classique de Cronquist (1981) Medusandra est assigné à la famille monotypique des Medusandraceae.
En classification phylogénétique APG (1998) sa classification est incertaine. Puis, en classification phylogénétique APG II (2003) et classification phylogénétique APG III (2009), le genre est assigné à la famille des Peridiscaceae.

## Liste d'espèces
Selon Catalogue of Life (27 juillet 2017), The Plant List (27 juillet 2017) et Tropicos (27 juillet 2017) :
- Medusandra mpomiana Letouzey & Satabie
- Medusandra richardsiana Brenan

Selon NCBI (27 juillet 2017) :
- Medusandra richardsiana